# NGC 2376
NGC 2376 é uma galáxia espiral (Sbc) localizada na direcção da constelação de Gemini. Possui uma declinação de +23° 04' 24" e uma ascensão recta de 7 horas, 26 minutos e 35,9 segundos.
A galáxia NGC 2376 foi descoberta em 10 de Novembro de 1864 por Albert Marth.